# Dorcasta cinerea
Dorcasta cinerea är en skalbaggsart som först beskrevs av Horn 1860.  Dorcasta cinerea ingår i släktet Dorcasta och familjen långhorningar. Inga underarter finns listade i Catalogue of Life.